# Rimae Focas
Le Rimae Focas sono una struttura geologica della superficie della Luna.